# Mazda MX-6
El Mazda MX-6 era un coupé esportiu de tracció davantera produït per Mazda entre el 1987 i el 1997. Era conegut com a Mazda Capella al Japó fins al 2002, any en què es va canviar el nom pel de Mazda Atenza o Mazda6. L'MX-6 era mecànicament idèntic al Mazda 626 i subseqüentment al Ford Probe. Aquests cotxes compartien les plataformes GD (1988-1992) i GE (1993-1997). El MX-6 va reemplaçar el 626 Coupé, tot i que mantingué el mateix xassís. Mazda va compartir el xassís GD i el GE amb Ford per al seu propi Probe. El MX-6, el 626 i el Ford Probe van seguir units el pla empresarial amb AutoAlliance a Flat Rock, amb MI pel mercat americà i amb Mazda pels mercats asiàtic i europeu.

## Primera generació (1988–1992)
La primera generació d'MX-6 aparegué l'any 1988 i durá fins a l'any 1992 als Estats Units. En alguns mercats, els anys van variar entre 1987 i 1991. Estaba basat en sèries de cotxes conceptuals compactes esportius i futurístics de principis dels 80. Era un coupé llarg, basat en la plataforma GD de Mazda i mogut per un motor I4 Mazda F. El mercat d'EEUU va usar el motor F2 (2.2L), amb el motor de 120 CV (82kM), però també hi havia disponible una versió amb turbocompressor de 145 CV (108 kW). Les versions Europea i Japonesa de mercat duien els motors F8 (1.8L), FE (2.0L) o FE-DOHC (2.0L).
El MX-6 també tenia dos tipus de transmissions diferents per escollir, un canvi manual de cinc marxes o un canvi automàtic de quatre marxes amb "sobremarxa". El MX-6 també ha estat sempre reconegut com un cotxe de mecànica confiable.
Aquesta generació estaba disponible amb diferents "tipus de tall" que diferien segons el mercat on es venia el cotxe. Als EUA el MX-6 estaba disponible en DX, LX, LE i GT:
- DX' era el model base, oferint de base un motor F2 de 2.2 litres amb 110 hp (82 kW)/130 lb·ft (176 N·m) i poques opcions però, la major part dels MX-6 venuts als EUA duien aire acondicionat
- LX afegia alçavidres elèctrics, tancament centralitzat,